# 1980 Tour
1980 Tour – pierwsza trasa koncertowa grupy muzycznej Depeche Mode; obejmuje dziewiętnaście koncertów.

## Lista utworów
1. Big Muff
2. Ice Machine
3. The Price Of Love
4. Dreaming of Me
5. New Life
6. Television Set
7. Reason Man
8. Photographic
9. Tomorrow’s Dance
10. Addiction (Ghost of Modern Times)
11. I Sometimes Wish I Was Dead
12. Tora! Tora! Tora!
13. Just Can’t Get Enough

## Przebieg trasy
| Lp. | Data koncertu        | Miejscowość     | Kraj            | Miejsce koncertu    |
| --- | -------------------- | --------------- | --------------- | ------------------- |
| 1   | 31 maja 1980         | Basildon        | Wielka Brytania | St. Nicholas School |
| 2   | lipiec 1980          | Southend-on-Sea | Wielka Brytania | Alexandra Pub       |
| 3   | 16 sierpnia 1980     | Rayleigh        | Wielka Brytania | Crocs               |
| 4   | 30 sierpnia 1980     | Rayleigh        | Wielka Brytania | Crocs               |
| 5   | 20 września 1980     | Rayleigh        | Wielka Brytania | Crocs               |
| 6   | 24 września 1980     | Londyn          | Wielka Brytania | Bridgehouse         |
| 7   | 11 października 1980 | Rayleigh        | Wielka Brytania | Crocs               |
| 8   | 16 października 1980 | Londyn          | Wielka Brytania | Bridgehouse         |
| 9   | 23 października 1980 | Londyn          | Wielka Brytania | Bridgehouse         |
| 10  | 25 października 1980 | Rayleigh        | Wielka Brytania | Crocs               |
| 11  | 29 października 1980 | Londyn          | Wielka Brytania | Ronnie Scott's      |
| 12  | 30 października 1980 | Londyn          | Wielka Brytania | Bridgehouse         |
| 13  | 8 listopada 1980     | Rayleigh        | Wielka Brytania | Crocs               |
| 14  | 12 listopada 1980    | Londyn          | Wielka Brytania | Bridgehouse         |
| 15  | 14 listopada 1980    | Southend-on-Sea | Wielka Brytania | Technical College   |
| 16  | 29 listopada 1980    | Rayleigh        | Wielka Brytania | Crocs               |
| 17  | 10 grudnia 1980      | Londyn          | Wielka Brytania | Bridgehouse         |
| 18  | 18 grudnia 1980      | Londyn          | Wielka Brytania | The Venue           |
| 19  | 28 grudnia 1980      | Londyn          | Wielka Brytania | Bridgehouse         |

## Muzycy
1. David Gahan – wokale główne (z wyjątkiem "Big Muff")
2. Martin Gore – syntezator, chórki (z wyjątkiem "Big Muff"), perkusja elektryczna
3. Vince Clarke – syntezator, chórki (z wyjątkiem "Big Muff"), perkusja elektryczna
4. Andrew Fletcher – syntezator, chórki (z wyjątkiem "Big Muff"), perkusja elektryczna